# Nathalie Herreman
Nathalie Herreman (28 marzo 1966) è un'ex tennista francese.

## Carriera
In carriera ha vinto un titolo in singolare e 2 titoli di doppio. Nei tornei del Grande Slam ha ottenuto il suo miglior risultato raggiungendo i quarti di finale di doppio all'Open di Francia nel 1988, in coppia con la connazionale Pascale Paradis.

## Statistiche

### Singolare

#### Vittorie (1)
| Numero | Anno | Torneo                      | Superficie  | Avversaria in finale  | Punteggio |
| 1.     | 1986 | Ellesse Grand Prix, Perugia | Terra rossa | Csilla Bartos-Cserepy | 6-2,6-4   |

### Doppio

#### Vittorie (2)
| Numero | Anno | Torneo                                    | Superficie  | Compagna          | Avversarie in finale            | Punteggio     |
| 1.     | 1987 | Open di Zurigo, Zurigo                    | Sintetico   | Pascale Paradis   | Jana Novotná Catherine Suire    | 6-3, 2-6, 6-3 |
| 2.     | 1988 | WTA Aix-en-Provence Open, Aix-en-Provence | Terra rossa | Catherine Tanvier | Sandra Cecchini Arantxa Sánchez | 6–4, 7–5      |